# Joyce Cavalcante
Joyce Cavalcante (* 12. März 1949 in Fortaleza) ist eine brasilianische Schriftstellerin. Sie wuchs in Sobral im Bundesstaat Ceará auf.

## Leben
Joyce Cavalcante wurde am 12. März 1949 in Fortaleza im Bundesstaat Ceará in Brasilien geboren. Sie verbrachte ihre Kindheit in der Kleinstadt Sobral auf der Fazenda Jatobá, die ihrem Vater gehörte. Während der Schulzeit zog sie nach Fortaleza.
Nach ihrem Examen wählte sie São Paulo als ihre Wahlheimat, um hier ihre Karriere als Schriftstellerin zu entwickeln. Sie ist tätig als Romanautorin, Erzählerin, Vortragende und Chronistin und  veröffentlichte bisher acht Bücher fiktiver Prosa. Weiterhin beteiligte sie sich an mehreren Erzähl-Sammelbänden mit anderen Autoren. Sie hält Vorträge über Literatur an brasilianischen und ausländischen Universitäten und ist Präsidentin der REBRA (Rede de Escritoras Brasileiras), einer gemeinnützigen Einrichtung mit dem Ziel die beruflichen Möglichkeiten der Frauen in Brasilien zu verbessern. 1999 gründete sie die REBRA-Rede de Escritoras Brasileiras.
Ihr Anliegen ist, durch ihre Werke, Veröffentlichungen und Vorträge, die Stellung der Frau und insbesondere der Schriftstellerinnen in Brasilien zu stärken. Dazu unternahm sie seit 1983 (Treffen brasilianischer Schriftsteller in New York im Center for Interamerican Relations, ein runder Tisch mit Lygia Fagundes Telles, Ignácio de Loyola Brandão und Ivan Ângelo) zahlreiche Vortragsreisen in Lateinamerika, den USA und Europa.

## Auszeichnungen
- 1993 Prêmio APCA – Associação Paulista de Críticos de Arte – beste fiktive Erzählung, für ihren Roman Inimigas Íntimas.
- 2002 Preis RFI Radio France Internationale, für die Erzählung Neguinha.
- 2007 Medaille verliehen von der Société Académique des Arts, Sciences et Lettres,  Frankreich, für ihr Gesamtwerk.
- 2008 TOP LEADER QUALITY Preis der Academia Latino-Americana de Arte.

## Werke
Eigene Werke
- De dentro para fora. Roman.
- Costela de Eva. Roman.
- Livre & objeto. Prosagedichte
- O discurso da mulher. Erzählungen.
- Retalhos místicos. Album mit Serigrafien und Gedichten zusammen mit dem Künstler Élvio Becheronni.
- Inimigas íntimas. Roman.
- O cão chupando manga. Roman.
- Noites masculinas. Theaterstück zweisprachig portugiesisch/spanisch.

Anthologien
- Contos pirandelianos. Anthologie mit Autoren wie Inácio de Loyola Brandão, Mário Prata, Caio Fernando Abreu.
- O outro lado do olhar. Textsammlung mit Autorinnen wie Samira Abrahão, Beatriz Alcântara.
- Contos paulistas. Anthologie mit Lygia Fagundes Telles, Marcos Rey, Roberto Schwarz, Ignácio de Loyola Brandão, Sílvio Fiorani.
- Antologia do conto cearense. Textsammlung mit den Autoren Artur Eduardo Benevides, Moreira Campos; Vorwort von Rachel de Queiroz.
- Contra lamúria. Gedenk-Anthologie, zwanzig Jahre Literatur der Gruppe „Pindaíba“.